# Braganzabukten
Braganzabukten, även kallad Braganzavågen är den innersta nordöstra delen av Van Mijenfjorden på ön Spetsbergen i Svalbard.
Vid Braganzabukten ligger orten och gruvan Svea, grundad 1916 av AB Spetsbergens Svenska kolfält.